# Tập Tập

Vị trí tại Nam Đầu

Tập Tập (tiếng Trung: 集集鎮; bính âm: Jíjí Zhèn) là một trấn của huyện Nam Đầu, tỉnh Đài Loan, Trung Hoa Dân Quốc (Đài Loan). Đây là trấn có diện tích nhỏ nhất trong huyện và cũng là tâm chấn của trận động đất Tập Tập. Tổng diện tích của trấn là 49,7268 km², dân số vào tháng 8 năm 2011 là 11.773 người thuộc 4.298 hộ gia đình, mật độ cư trú đạt 236,8 người/km².